# Æ
Pour les articles homonymes, voir AE.
Cette page contient des caractères spéciaux ou non latins. S’ils s’affichent mal (▯, ?, etc.), consultez la page d’aide Unicode.

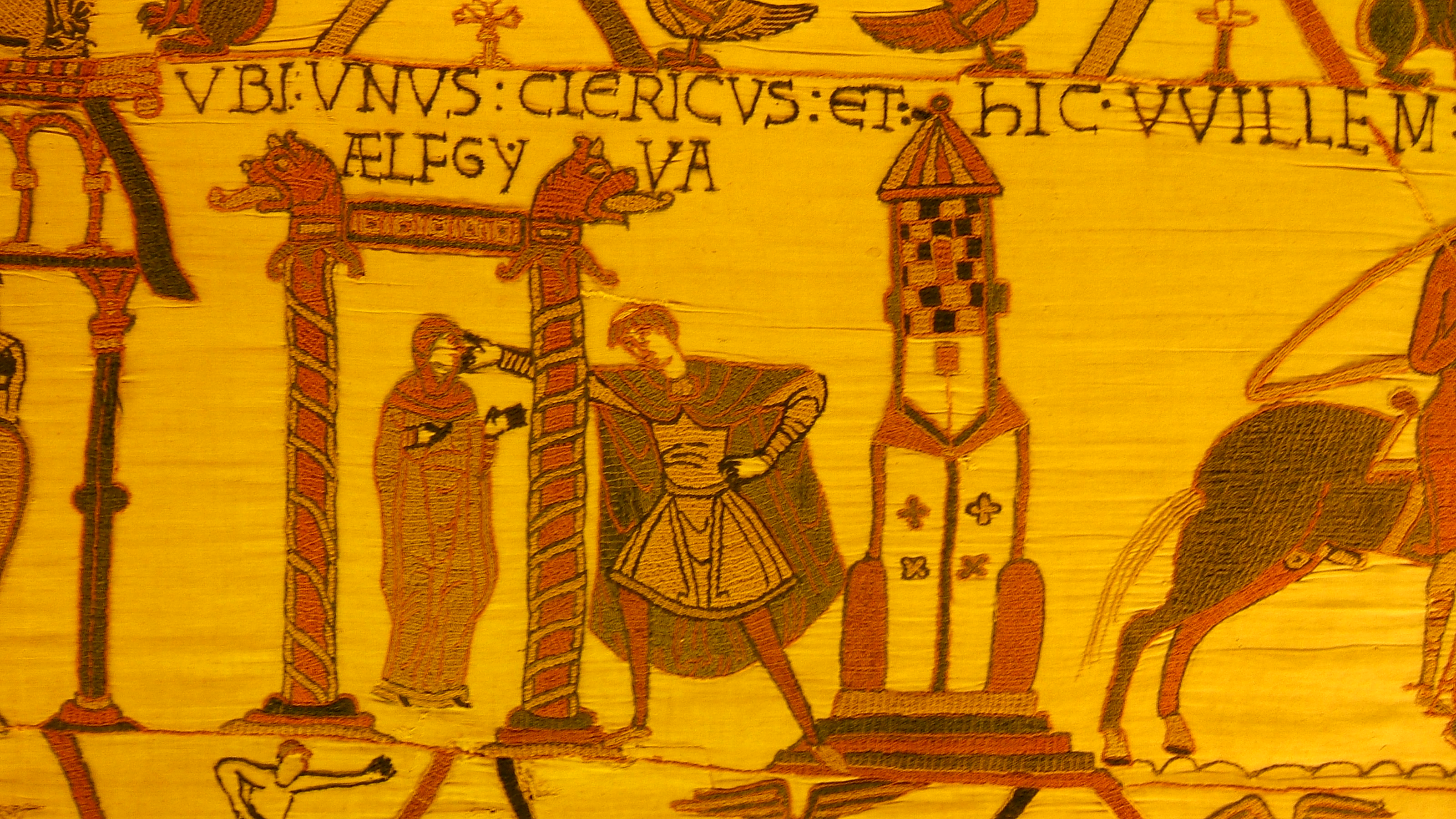
On peut lire le prénom ÆLFGYVA sur la Tapisserie de Bayeux.

Æ, minuscule æ, est une voyelle et un graphème utilisé dans plusieurs langues européennes, dont notamment certaines langues nordiques comme le danois, le féroïen, l’islandais, le norvégien, le français et autrefois le latin ou l’anglo-saxon, mais aussi dans plusieurs langues camerounaises, comme le kenswei nsei, le kom ou le tikar, et quelques langues des Amériques, comme le hupda, le kawésqar ou le yagan. C’est un graphème appelé en français a-e entrelacé, a e-dans-le-a ou « ⁠a e-dans-l’a ⁠», par simplification, « e-dans-l’a ». D’autres noms plus informels sont : a-e lié, a-e collé, ligature ae. Dans l’ordre alphabétique français, le Æ est classé comme la suite d’un A et d’un E indépendants. 
Le graphème ‹ æ › a d’abord été une ligature (comme ‹ & › qui correspond à « et ») ayant la même valeur que les deux lettres qui le composent (soit ‹ ae ›), c’est-à-dire une diphtongue [ai̯] devenue par la suite [ɛ]. Par exemple : le latin classique caecum devenu cæcum en latin médiéval. En danois et dans d’autres langues, le graphème ‹ æ › n’est plus une ligature mais bien une lettre à part entière, qui n’est pas considérée comme ayant la valeur des lettres qui la composent.

## Utilisation

### Latin

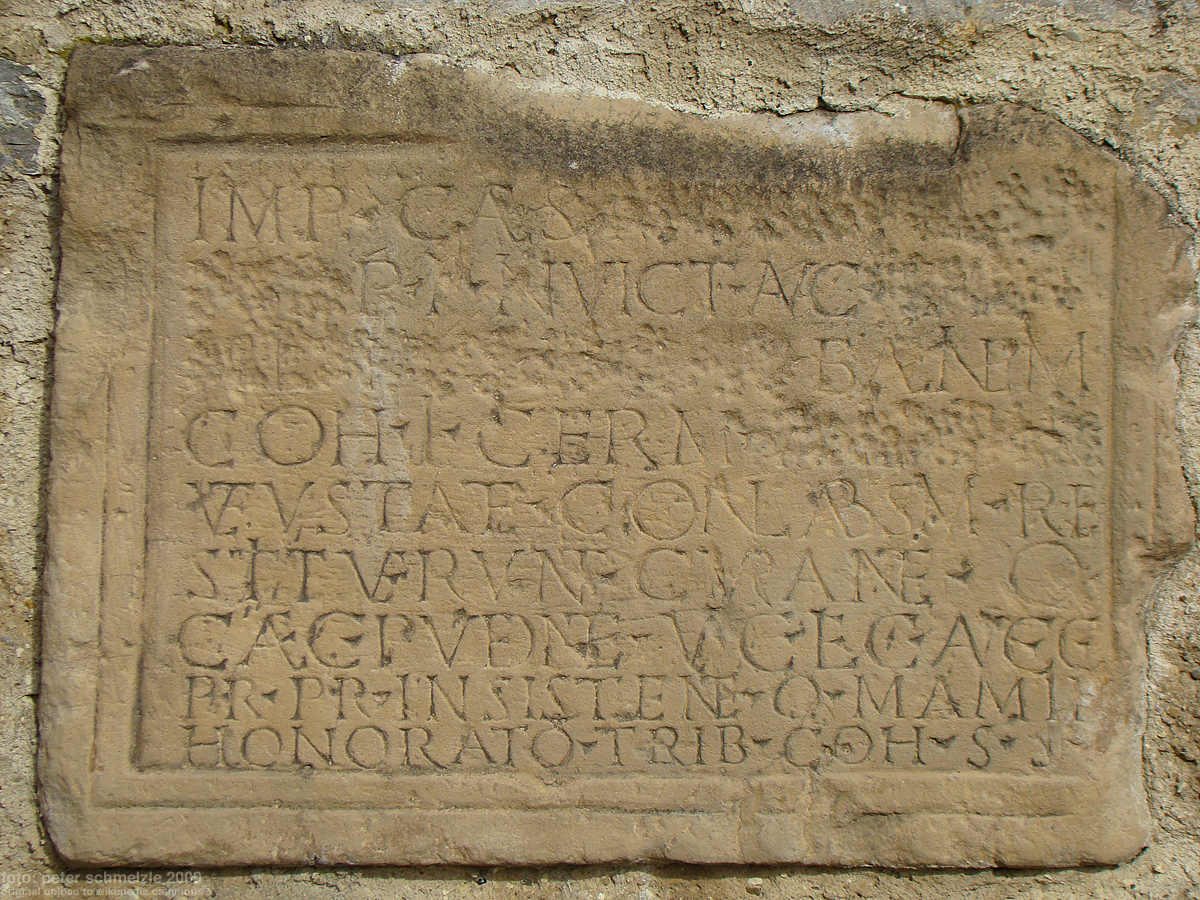
Plaque de Kastell Jagsthausen.

En latin classique, les deux lettres étaient normalement écrites séparément puisqu'elles formaient une diphtongue [ae]. Il est difficile de préciser le moment exact de l'apparition de la ligature, car on trouve dans la basse antiquité des exemples d'associations de lettres qui ne se limitent pas aux voyelles : la plaque du castellum de Jagsthausen qui date du IIIe siècle utilise des ligatures pour NE, VE, etc. comme pour AE, cela afin de gagner de la place. Ce sont les copistes médiévaux qui ont systématisé cette pratique pour le Æ, la diphtongue s'étant de plus très tôt monophtonguée en une voyelle longue, le [εː].
La combinaison ae a aussi été notée au moyen d'un e caudata dès les textes en onciale : ę (ici un e ogonek). Ce diacritique a disparu par la suite et la voyelle a été notée par un simple e.

### Français
En français, ce graphème se prononce [e] (é) ou [ɛ] (è) et se retrouve, entre autres exemples, dans des mots et locutions empruntés au latin, comme æschne, cæcum, nævus, præsidium (forme utilisée concurremment à présidium), tænia (forme utilisée concurremment à ténia), novæ et supernovæ (pluriels possibles de nova et supernova), ex æquo, curriculum vitæ ou et cætera ; dérivés : appendice iléo-cæcal (cæcum) et tæniase (tænia).
On retrouve également ce graphème dans les graphies archaïques de certains mots français tels æther, æternel, æquité, æsthétique, Ægypte, Æthiopie... Dans la plupart de ces cas, l'usage remplaça l'a-e dans l'a par un e accent aigu.
On retrouve enfin ce graphème dans des noms propres adaptés du grec ancien, comme Ægosthènes, ainsi que dans le prénom Lætitia, popularisé par Serge Gainsbourg dans sa chanson Elaeudanla Téïtéïa (dans l'album Gainsbourg Confidentiel).

### Anglais
« Æ » était utilisé en vieil anglais comme dans le latin médiéval. L'anglais moderne utilise encore « æ » pour écrire certains noms tels que Encyclopædia (encyclopédie) mais, depuis l'arrivée des machines à écrire et ordinateurs, son usage tend à disparaître au profit de « ae », voire de « e » (celui-ci principalement aux États-Unis). Par exemple, les paroles originales du chanson de Bunthorne de l'opéra Patience (1881) furent écrit par son auteur, W. S. Gilbert, comme :
« Though the Philistines may jostle, you will rank as an apostle in the high æsthetic band,
If you walk down Piccadilly with a poppy or a lily in your mediæval hand. » 
En vieil anglais, la ligature æ était utilisée pour exprimer un son entre A et E (c’est-à-dire [æ]), très proche du « A » français (ou dans l'anglais cat). Dans ce contexte, le nom de la lettre, Æsc (Ash en anglais moderne, qui signifie frêne) tiré de la rune correspondante ᚫ est issu du Futhorc anglo-saxon, lui-même dérivé de la rune Ansuz du Futhark (Fuþark).

### Islandais, féroïen, danois et norvégien
En islandais, la lettre Æ forme une diphtongue prononcée [ai]. Il en est de même en féroïen pour la lettre appelée Æ long prononcée [ɛa], et la version courte Æ simplement prononcée [a]. En danois et norvégien, Æ représente une simple voyelle, prononcée respectivement [ɛ] et [æ]. Le même phonème est représenté dans l'alphabet suédois et allemand par la lettre Ä.

### Ossète
La langue ossète, parlée notamment en Ossétie dans le Caucase, a été transcrite par l'alphabet latin entre 1923 et 1938 et la lettre æ se prononçait comme la voyelle API /æ/, correspondant à un son « a » très ouvert. Ce caractère a été conservé sous une forme identique lors du passage à l'alphabet cyrillique : ‹ Ӕ ӕ ›.

### Langues camerounaises
L’alphabet général des langues camerounaises utilise ‹ ӕ › pour représenter une voyelle pré-ouverte antérieure non arrondie [æ], par exemple en kom.

### Transcriptions phonétiques

#### Alphabet phonétique international
Le symbole de l’alphabet phonétique international [æ] est également utilisé pour décrire le son d'une voyelle antérieure non-arrondie pré-ouverte, c'est-à-dire un a proche de è comme dans le mot anglais cat.

#### Alphabet anthropos
Dans l’alphabet Anthropos révisé de 1924, e dans l’a ‹ æ › représente une voyelle pré-ouverte antérieure non arrondie [æ], par exemple le a du mot anglais cat.

## Codage informatique
| Glyphe | Unicode | Code Ascii |        | UTF-8     | LaTeX          |
| ------ | ------- | ---------- | ------ | --------- | -------------- |
| Æ      | 00C6    | 0198       | &#198; | 0xC3 0x86 | {\AE} ou \AE{} |
| æ      | 00E6    | 0230       | &#230; | 0xC3 0xA6 | {\ae} ou \ae{} |

### Entrée au clavier
- Sous Windows :
  - Alt codes avec les pages de code 437, 850 : Alt + 145 pour la minuscule et Alt + 146 pour la majuscule ;
  - Alt codes avec la page de code 1252 : Alt + 230 pour la minuscule et Alt + 198 pour la majuscule ;
  - Alt codes Unicode sur le pavé numérique : Alt + 0230 pour la minuscule et Alt + 0198 pour la majuscule ;
  - Ctrl 1 puis a pour la minuscule et Ctrl 1 puis A pour la majuscule sous Microsoft Word.
- Sous Mac OS X :
  - claviers belge, canadien, français : Alt + a pour la minuscule et Alt + Maj + A pour la majuscule ;
  - clavier suisse : Alt + à pour la minuscule et Alt + Maj + ä pour la majuscule ;
  - clavier US étendu : Alt + ' pour la minuscule et Alt + Maj + " pour la majuscule.
- Sous X.org (GNU/Linux) : (dépend énormément de la configuration du clavier, le plus fiable étant la saisie du code)
  - claviers canadien, français : Alt Gr + a pour la minuscule et Alt Gr + Maj + A pour la majuscule ;
  - clavier belge (Be) : Alt Gr + q pour la minuscule et Alt Gr + Maj + Q pour la majuscule ;
  - aussi : 
    - Compose + ae pour la minuscule et touche Compose + Maj + AE pour la majuscule ;
    - Alt + Ctrl + u ou Shift + Ctrl + u puis e6 pour la minuscule, et Alt + Ctrl + u ou Shift + Ctrl + u puis c6 pour la majuscule.
- En Bépo et AZERTY AFNOR : AltGr + a pour æ et AltGr + Maj + a pour Æ.
- En Colemak : AltGr + w pour æ et AltGr + Maj + z pour Æ.